# 크리스찬 알렉산더
크리스찬 알렉산더(Christian Alexander, 1990년 4월 14일 ~ )는 미국의 영화배우, 텔레비전 배우이다.
아테네에서 태어났다.

## 영화
- 백개먼 (2015년) - 앤드류 역
- 더 라잉 게임 시즌2 (2012년)
- 더 라잉 게임 시즌1 (2011년)
- 올모스트 킹즈 (2010년)
- 그레이 아나토미 시즌5 (2008년) - 윌 역
- 잭과 코디, 우리 학교는 호화유람선 (2008년)